# フランスのファッション

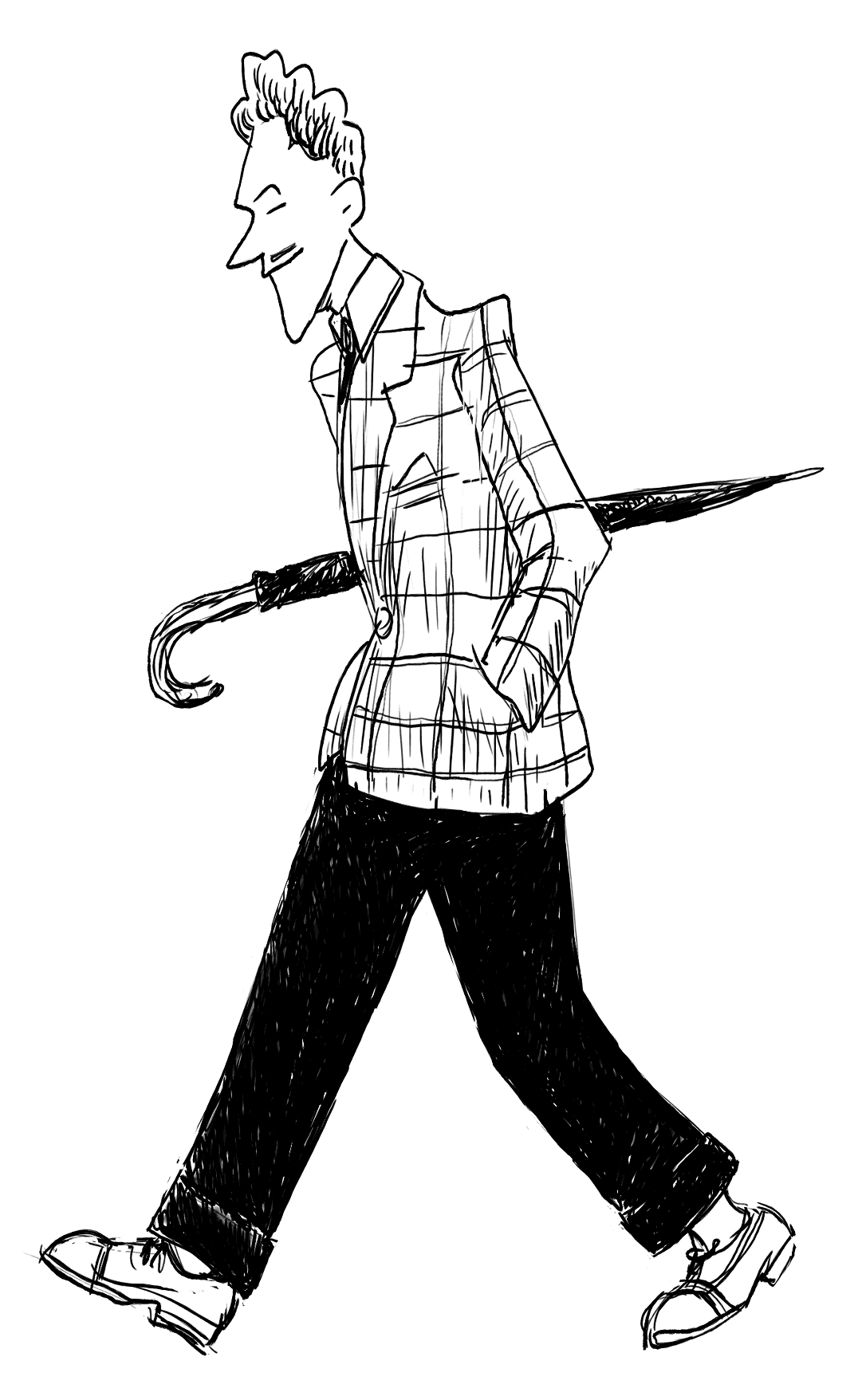
ザズー
垂れたチェックの上着で、ひょろひょろして、雨だろうが風だろうが傘は閉じている

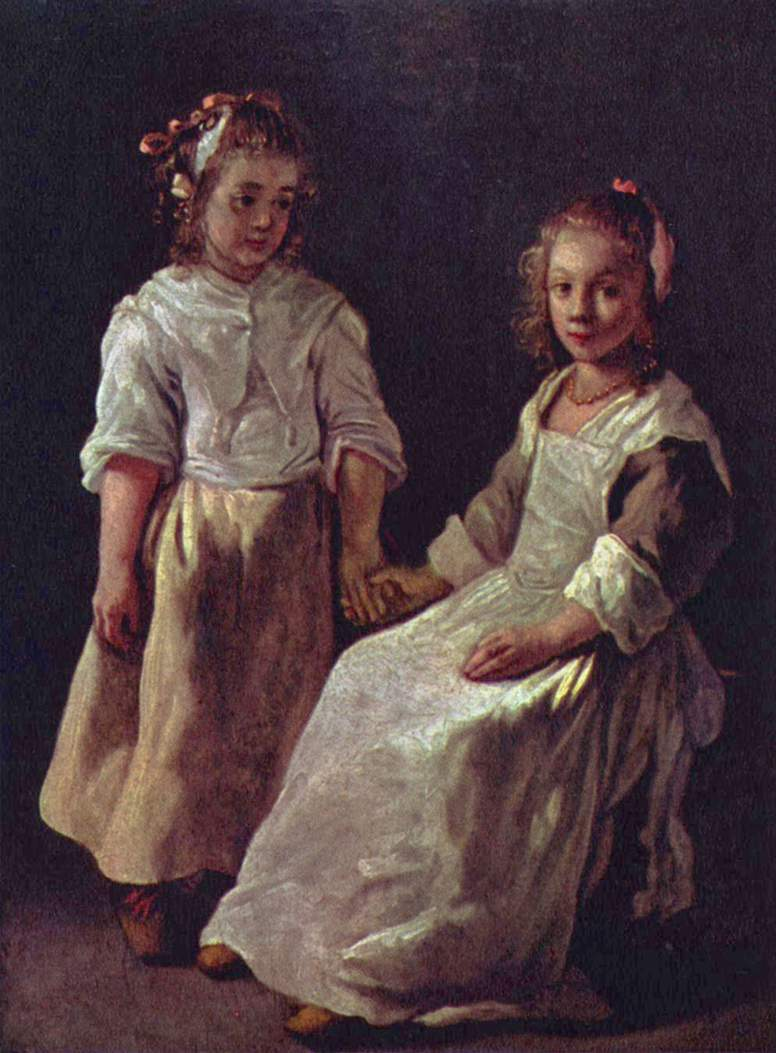
ルイ・ル・ナン『二人の若い娘』

フランスのファッション（仏: la mode en France）では、フランスのファッションについて概説する。ファッションは服飾や習慣全般に関係するが、伝統ではなく、目新しさや現代性に価値を置く。ファッションは17世紀以降フランスの重要な産業と輸出文化であり続けている。
オートクチュールは1860年代のパリで始まった。ファッションデザイナーたちはブルジョワジーの服飾コードの奉仕者ではなく唯美主義者であろうとした。少なくともドイツ占領下でのザズー以降、若者のファッションは確立された社会秩序から進んで解放されようとした。それでもなお、ファッションは消費社会・服飾産業と明白な関係があるだけでなく、その輝かしい顔となっており、ファッション雑誌、写真、映画やテレビなどに現れる第一線のイメージを構成している。
今日でもパリは、ミラノ・ロンドン・ニューヨークと並び"Big 4"とアングロサクソン系メディアを中心に括られているが、その4都市のなかでも世界的ファッションの最大の中心地と考えられており、多くの一流メゾン（ファッションハウス）の発祥もしくは本拠地となっている。歴史的には、ココ・シャネル、クリスチャン・ディオール、ルイ・ヴィトン、ジャンヌ・ランバン、クロエ、エルメス、ギ・ラロッシュ、イヴ・サン＝ローラン、靴のデザイナーのクリスチャン・ルブタンなど数多くの世界のトップデザイナーとメゾンがフランス出身であった。

## 歴史

### 17世紀

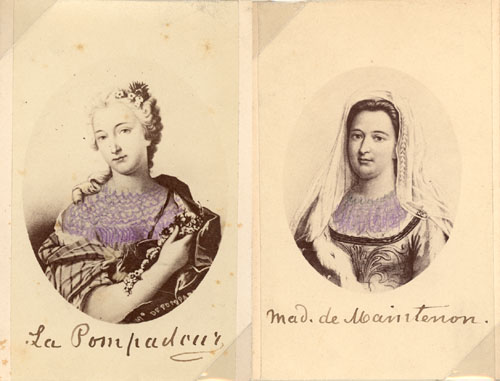
17-18世紀のファッション。ポンパドゥール夫人とマンタノン夫人の例

フランスとファッションやスタイル（「モード」）との結び付きは17世紀、ルイ14世の治世の頃に遡る。この時代、フランスの贅沢品産業は次第に王家の支配下に置かれるようになり、フランス王宮はほぼ間違いなくヨーロッパの趣味とスタイルの権威となっていた。
当時、男性のファッションは「女性的」な側面があり、男性が「女性の服装」を纏っていた。この時期の衣服は軽快さや自由さを体現しており風変わりな外観が特徴となっていた。13世紀から存在していた規則がファッションを決定していた――コミューンにおいて行政官や領主により作成された規則は風紀を保ち、特定の産業を保護し、外国の影響や無用な贅沢から守ることなどを目的としていたが、最大の目的は階級間の区別を維持することにあった。
女性は襟ぐりを肩まで広げるためよりほっそりとした襟を身に着けていた。ベル型のスカートと、大きな襟ぐりのあるコルスレ（胴着）を着用することが最も多かった。袖は最長でも肘までであった。私的な場面では、ローブ・ド・シャンブル、ネグリジェなど様々な名前で呼ばれた、柔らかい色調や素材感をもった寛いだ衣類が着用されるようになった。
フランスとイギリスでは、女性は顔をマスクで、ずっと後の時代になってからはベールで保護していた。イタリアやドイツにはこの慣習はなかった。首の周りにはかまどのような襟を着けることさえ好まれていて、これは虫がたかりやすいと思われていたので「蚤のための小さなかまど」と呼ばれていた。イタリア人とは対照的に、スペイン、ドイツ、フランス、イギリスの女性たちは本物の髪を決して見せなかった。女性の身の細さは50cmほどの長さの鋼のばね入りのコルスレによって強調されていた。17世紀の終わり頃には女性の顔に初期の「付けぼくろ」が現れ始めた。

### 18世紀

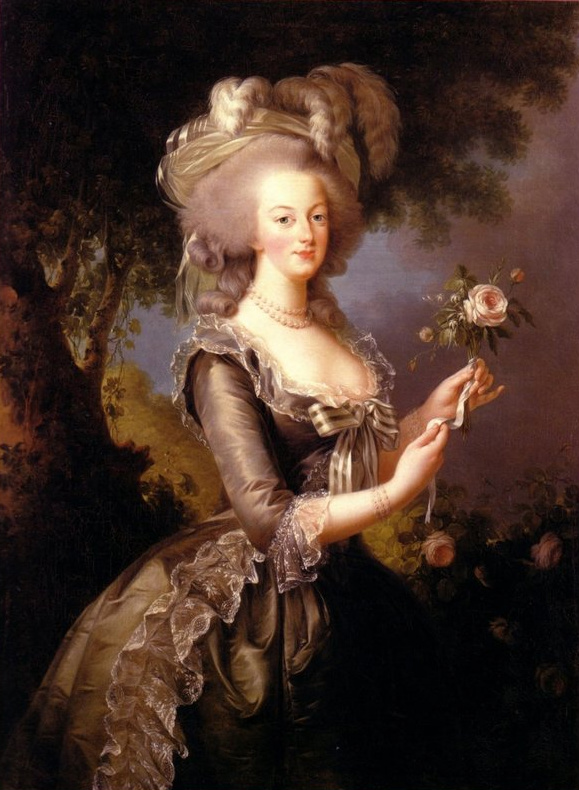
マリー・アントワネット。レースに代表される贅沢なファッションは王室の財政をも傾けた

産業化以前のファッションも外観に無関心ではなかったが、社会階層を演出することを役割としていた。現代における御仕着せの拒絶とは対照的に、慣習は各人に衣服だけではなく社会的な地位も割り当てていたのである。20世紀に至るまで、総裁政府時代を除くと女性の衣服は総じてあまり変化しなかったが、宮廷人たちの服飾はその華麗さで目を引くものであった。高級なフランスのレースは一大産業となり、大貴族は浪費の危険を冒してでも持って生まれた財産を見せびらかすために身に纏っていた。貴族階級の精神の自由さが身体の放蕩さの強調によって現されていた時代もあった。
フランスでは、14世紀に宮廷の衣服に関する慣習が地方に広がり始めた。後のパリのオートクチュールはこの流れを受け継いだものである。しかしながら貴族は特権によって赤いハイヒール（宮廷人は赤いハイヒールを履くことになっていた）の着用を含むあらゆる実際の干渉を免れていた。1670年代には（特にジャン・ドノー・ド・ヴィゼにより）ファッションを宮廷外に伝える出版物が出現し、フランス革命の少し以前頃には図解入りのファッション年鑑がパリのファッションを地方やヨーロッパ各地の読者たちに伝え、ファッションの「季節」やスタイルの変化といった概念を一般化していった。同様の現象は少し遅れてイギリスにも現れた。こうしてファッション雑誌が出現し、衣服解放の仲介者となった。

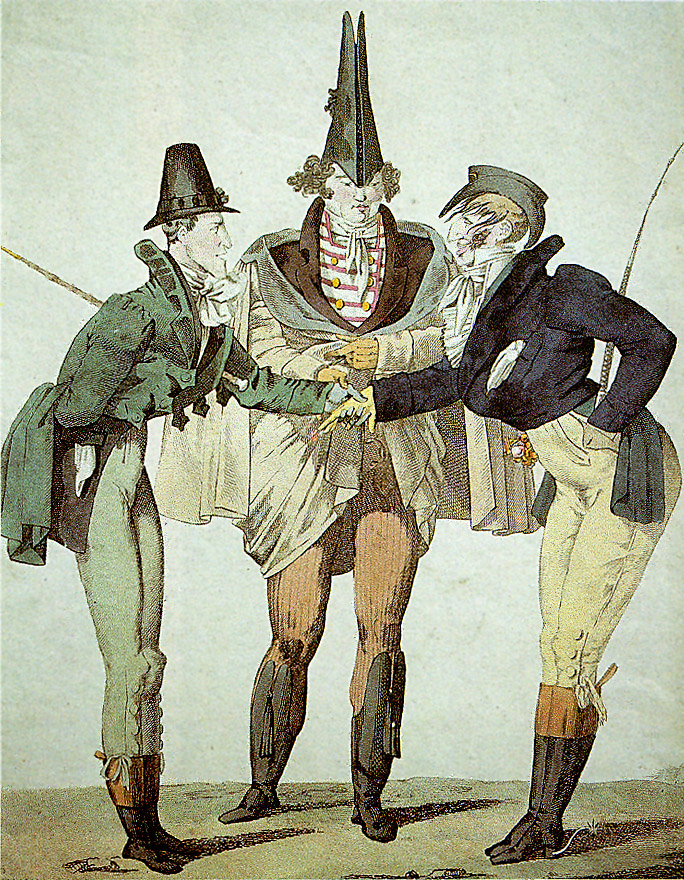
「信じ難い（アンコヤブル）現代人たち」――1810年の『Caricatures Parisiennes』誌に現れた風刺画

サン・キュロットによって、衣服は政治的な意味合いを持つようになった。縞模様とパンタロンはアンシャン・レジームの服飾コードを覆した。王党派側では、テルミドールのクーデターの頃の伊達者（ミュスカダン）や総裁政府下のアンコヤブルとメルヴェイユーズが後のダンディ、都市民の先触れとなった。しかしながら重点は明らかに貴族的な選良への所属を表すことにあった――風変わりである権利そのものが特権なのである。

### ベルエポック

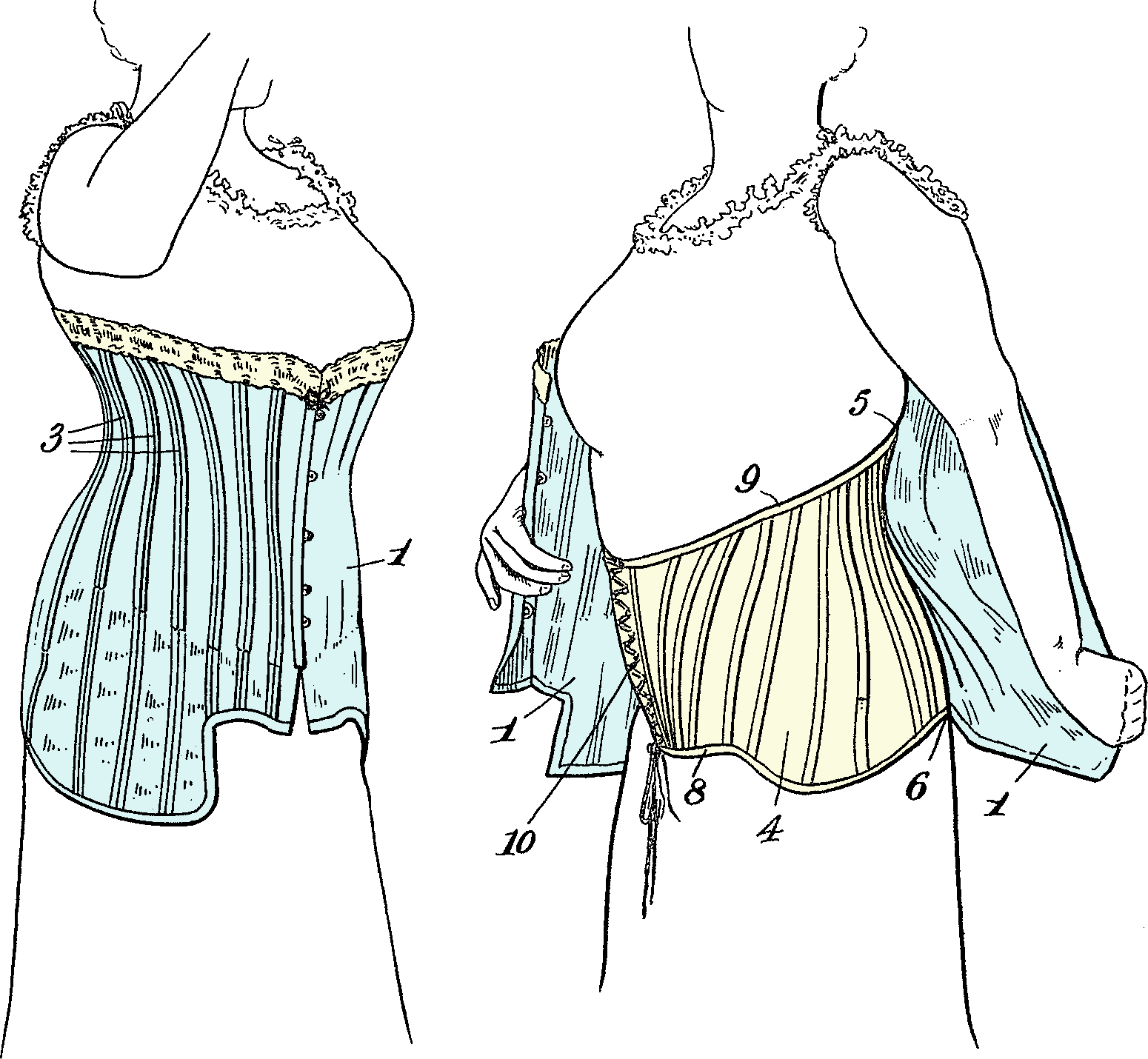
1912年にメゾンで考案されていた水着

ファッションはオートクチュールの発明によって真に始まった。
オートクチュールは伝統的な選良たちから顧客を集めつつも、芸術家という新しい選良への接近を果たした。
ジル・リポヴェツキーの『蜉蝣の帝国』（L'Empire de l'éphémère）にあるように、ファッションデザイナーは自らを「贅沢の芸術家」として世に認めさせることに成功した。フランスは1860年代から1960年代にかけて、偉大なメゾン、ファッション雑誌（『ヴォーグ』誌は1892年にアメリカ合衆国で創刊され1920年にはフランスでも刊行されるようになった）、ファッションショーの確立を通じファッション界での優越性を強めていった。
最初のパリの現代的なメゾンは1858年のイギリス人シャルル・フレデリック・ウォルトによるものと考えられており、ウォルトは1858-1895年にかけファッション産業をリードしていた。
ウォルトがファッションモデルを発明し、20世紀初頭にジャンヌ・パキャンがこれを広めた。ベル・エポックの1900年のパリには20ほどのメゾン（maison de couture）が存在した（1946年には100前後となり、最近の合併の後では14となった）。19世紀後半から20世紀前半にかけ、ファッション産業はパリのジャック・ドゥーセ（1871年設立）、ジャンヌ・パキャン（1891年設立。自身でメゾンを開いた最初の女性となった）、カロ姉妹（1895年設立。4人姉妹が経営した）、ポール・ポワレ（1903）、マドレーヌ・ヴィオネ（1912）、シャネル（ココ・シャネルが設立し、1925年に著名となった）、エルザ・スキャパレッリ（1927）、バレンシアガ（スペイン人のクリストバル・バレンシアガが1937年に設立）といったメゾンを通じて拡大していった。

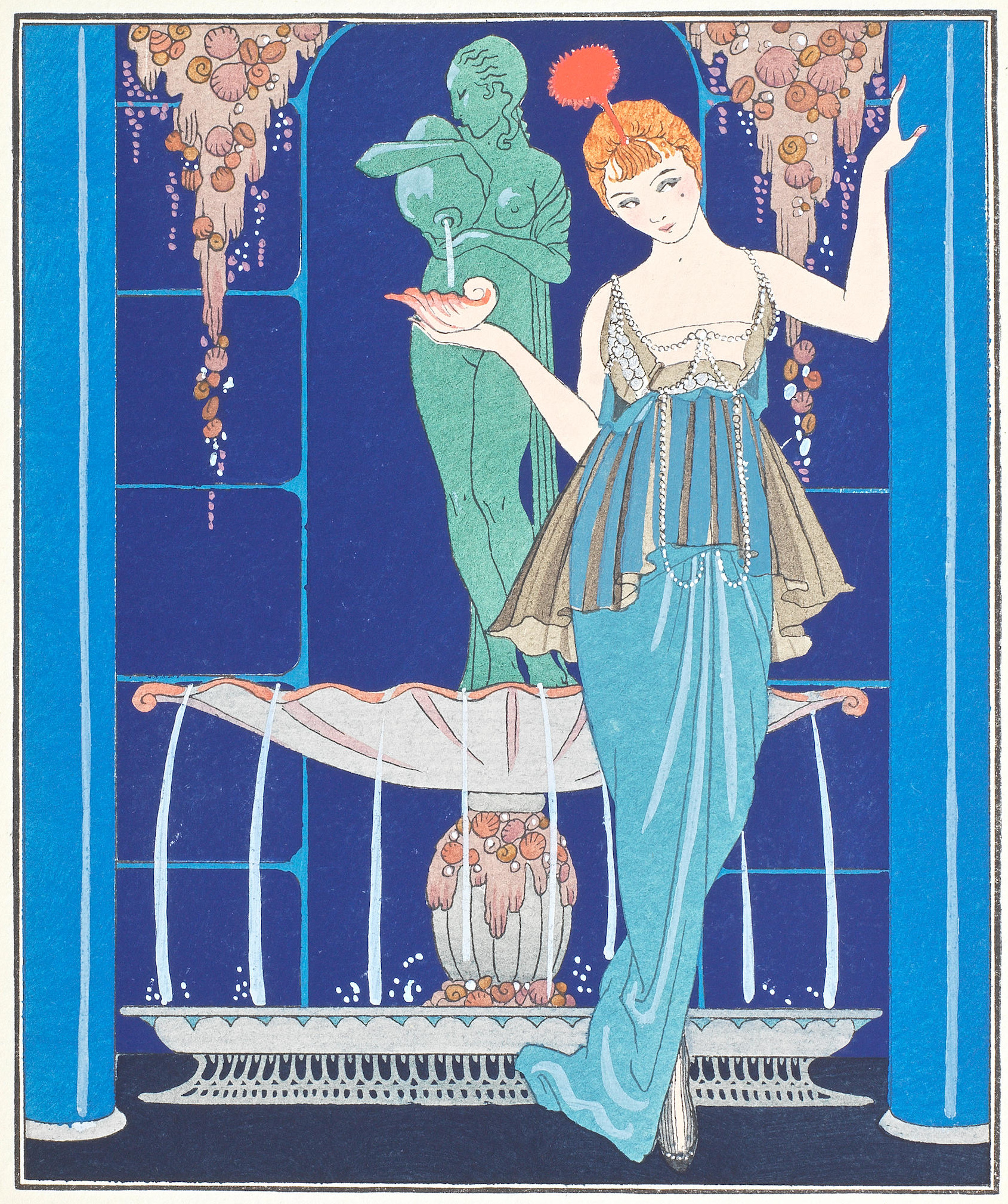
アール・デコのイラストレーター、ジョルジュ・バルビエによる「ジャンヌ・パキャンのガウン」(1914)

大物のファッションデザイナーはもはや顧客に奉仕する職人ではなく、第二帝政下で形成された、正当性と同時に精神も求めようとするそれ自身の混淆した世界の一部となっていた。シャルル・ボードレールによって理論付けられたダンディスムと共に、趣味の端正さが生まれつきの代わりとなり、美学が一種の倫理を構成し、それは選民として生まれずとも模倣できるものであった。
19世紀初頭には、デパートと同時に、既製服（後のプレタポルテ）が出現した。既製服は高級な素材の安価な模造品を用い、ファッションを大衆化させた。後にはこの分野にもキャシャレルやジャン＝ポール・ゴルチエのように独自の才能あるデザイナーも現れた。
普及のために、ファッションは画像、イラストレーション、テレビなどと協力するようになった。ココ・シャネルは1930年にサミュエル・ゴールドウィンとの間でユナイテッド・アーティスツのスターたちの衣装を供給する協定を締結した。1985年頃以降、トップモデルたち自身もまたメディア上のスターとなるようになった。

### 第二次世界大戦
ヴィオネやシャネルを含む多くのメゾンが第二次世界大戦のパリ占領下で閉鎖した。洗練され解放的なパリジャンとは対照的に、ヴィシー政権は良妻賢母、逞しく強壮な若い女性という、政権の新しい政治的基準に沿ったモデルを推進した。またドイツは、ハイファッションを含むフランスの生産物の半分以上を収奪しており、さらにフランスのオートクチュールを、ファッションの伝統がほとんどなかったベルリンとウィーンに移すことまで検討していた。顧客のリストを含むクチュール雇主連盟の書庫も押収された。ユダヤ人はファッション産業から締め出された。
困難な時節柄、ファッションショーのモデルは75人に限定され、夜会服は切り詰められ、デイウェアも大きく軽量化され、可能な限り代用物資に置き換えられた。1940年以降、コートには4メートルの布までしか使用が許されず、ブラウスには僅か1メートル強の布しか許可されなかった。ベルトの幅も4センチまでに制限された。戦時の青年たちにはザズーが人気となった。
戦時中に多くのメゾンが閉鎖もしくは国外移転したにもかかわらず、ジャック・ファット、マギー・ルフ、マルセル・ロシャ、ジャンヌ・ラフォリ、ニナ・リッチ、マドレーヌ・ヴラマンなど、少なからぬ新しいメゾンは営業を続けていた。占領下では、女性が贅沢を見せびらかしくすんだ服装に彩りを加える唯一の方法は帽子を被ることであった。この時期には、帽子は普通なら廃棄されるような素材の切れ端から作られていることが多く、時にはチーズクロス（チーズを包むガーゼ）、紙切れ、おがくずなどが混合されていることもあった。当時最も創造的だった帽子職人にはポーリーヌ・アダム、シモーヌ・ノーデ、ローズ・ヴァロワ、ル・モニエがいる。

### 戦後
戦後のファッションは1947年、クリスチャン・ディオールの高名な「ニュー・ルック」を通じて輝きを取り戻した――このコレクションは小さなウエスト、堂々たる胸、小さなコルスレの下から膨らむフルスカートで出来たドレスから成っており、ベルエポックの様式と非常に近いものであった。布の贅沢な使用やデザインの女性的な優美さは戦後の顧客たちに力強くアピールした。この時期の重要なメゾンには他にピエール・バルマンやユベール・ド・ジヴァンシーなどがある。ファッション誌『ELLE』は1945年にフランスで創刊された。1952年にはココ・シャネルもパリに戻った。
戦後のファッションでは女性の身体の解放が際立つようになる。戦前にポール・ポワレが下地を作り、ココ・シャネルが続き、「若者」の発見と工業化の進行が背景となった。衣服の民主化は若者のファッション運動の隆起と並行して起こり、音楽の流行と不可分なものであった。ファッションを限られた選良の威信のためのものや、芸能界のものや、あるいは社会学的な意味での識別のためのものに還元することはそう簡単ではなくなった。英語ではブルジョワ的なファッションの秩序のことをfashion、秩序破壊的なもののことをfadと有効に言い分けている。
メディアの力によって「華々しい特権階級」、すなわちスター、アーティスト、それからトップモデルたちが消費の模範として社会に現れるようになった。これらショービジネスのブルジョワジーは社会経済的な世界に属する者であるが、同時にそこから解放された存在のようでもある。さらに、ファッション界と街中の関係も複雑になっている。誰が誰を模倣しているのか？

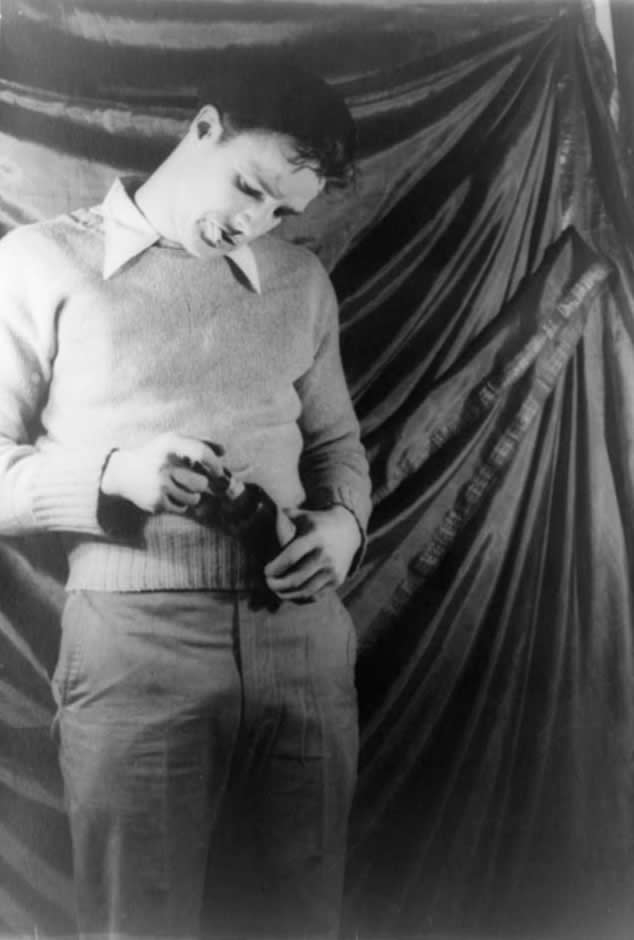
テネシー・ウィリアムズ原作の映画『欲望という名の電車』(1948)でスタンレーを演じるマーロン・ブランド

あれやこれやの衣服なり装身具なりが、ある人物（セレブリティ、俳優・女優、トップモデルなどなど）がそれを身に着けたことで「流行」になるという現象がしばしば見られる。そうして数知れぬ着こなし方が流行となった。例えば――
- 映画俳優のジョン・ウェイン、マーロン・ブランド、ジェームズ・ディーンらが着てテレビに出たことで、Tシャツの着用が急速に広まった。大衆は最初これに不快感を覚えたが、時と共に受け入れられていった。ブルック・シールズはこの有名なフレーズで「カルバン・クライン」ブランドの立ち上げに貢献した――「私とジーンズの間に何があると思う？」
- ビキニは1956年にブリジット・バルドーが映画『素直な悪女』でヴィシー織のビキニを着てから飛躍的に多く着用されるようになった。
- タートルネックは映画俳優ノエル・カワードが着てから急速に普及した。
- エルメスのバッグはグレース・ケリー妃が持つようになってから「サック・ケリー」（ケリーの鞄）と呼ばれて大流行した。1956年に『ライフ』誌に掲載された、グレース・ケリーが大きな「サック・ケリー」で妊娠したお腹を隠している写真がこの神話の元であった。
- 襟ぐりのあるタートルネックもまたステファニー・ド・モナコ妃がこれを着ている写真が出てから流行した。

### 1960-1990年代
1966年に、イヴ・サン＝ローランはプレタポルテのブランド「リヴ・ゴーシュ」を立ち上げることで、確立されたオートクチュールの規範と縁を切り、フランスのファッションを大量生産とマーケティングの領域へと拡大した（「サンディカ」の構成員はミシンの使用すら禁じられていた）。パコ・ラバンヌとピエール・カルダンがさらに革新を推し進めた。「リヴ・ゴーシュ」創設以降、オートクチュールの単なる代用品ではない贅沢なプレタポルテというものも存在するようになり、ごく限られた数の顧客のために仕事をするオートクチュールは純粋芸術という身分と、宝飾品や香水の販促手段という身分との間で揺れている。

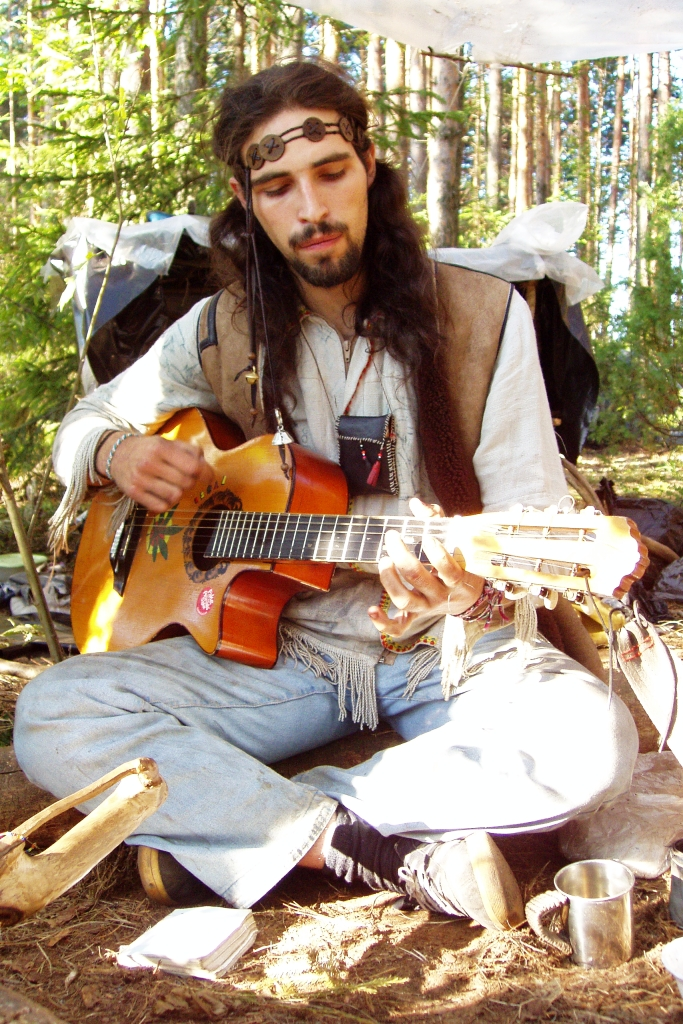
ジーンズを穿いたヒッピー

1960年代には、人と違おうとする意志よりも画一性の方が目につくようになり、ゲオルク・ジンメル(1904)流儀のファッション社会学者の解釈の指標ともなった。ハイファッションは（イエイエ族を含む）フランスの若者文化の批判に晒されるようになり、若者はロンドンやカジュアルなスタイルの方を向くようになった。1967年以降、フランスではジーンズが圧倒的に広まった。ジーンズは程なく世界中の若い男女のユニフォームとなっていった。矛盾したことに、それが「政治社会的に疑わしい」「ブルジョワ的な」服飾産業を拒否して個性とリラックスを要求するやり方となっていた。1980年代には、再び差別化が求められるようになる――後にテレビ向け美術評論家となるエクトル・オバルク（別名エリック・ウォルター）、アラン・ソラル、アレクサンドル・パシュが互いに競合するファッション運動を（ユーモアを交えて）「ご両親たちに」解説して見せて成功を収めた。「ミネ・ポップ」（Minets pops）、「ヒッピー」、「BCGC」（Bon Chic Bon Genre）、「ババ・クール」（baba cools）、「パンク」、「ニュー・ウェイヴ」、「ピラート」（pirates）など。彼らは1964年から1984年にかけての衣服と文化のさまざまなファッションのユニークなアンソロジーを作り上げた。（一式のイラスト入りで）それぞれのファッションを記述するだけでなく、父兄の世代に確立された規範とそれらの起源との関係をも示していた。1960年代の「プチブル的な」順応主義から1970年代の「ヒッピー」もしくは新左翼的な反順応主義への移行、反順応主義の「ババ」からニヒリズムの「パンク」、それから人工的なカルトである「ニュー・ウェイヴ」へ。
マーケティングと大量生産に一層の焦点を合わせ、1970-80年代にはソニア・リキエル、ティエリー・ミュグレー、クロード・モンタナ、ジャン＝ポール・ゴルチエ、クリスチャン・ラクロワなどが新しいトレンドを確立した。1990年代には多くのフランスのメゾンによるLVMHのような巨大な多国籍の奢侈産業コングロマリットが形成された。

### 2000年代
ワールドミュージックに影響された折衷主義によってルックスに関する競争は沈静化したように思われる。アメリカ風のスポーティなシルエットの流行も認められる――トレーニングウェア、Tシャツ、キャスケット、柔軟な靴などと共に、1980年代のファッション要素への回帰も見られる。

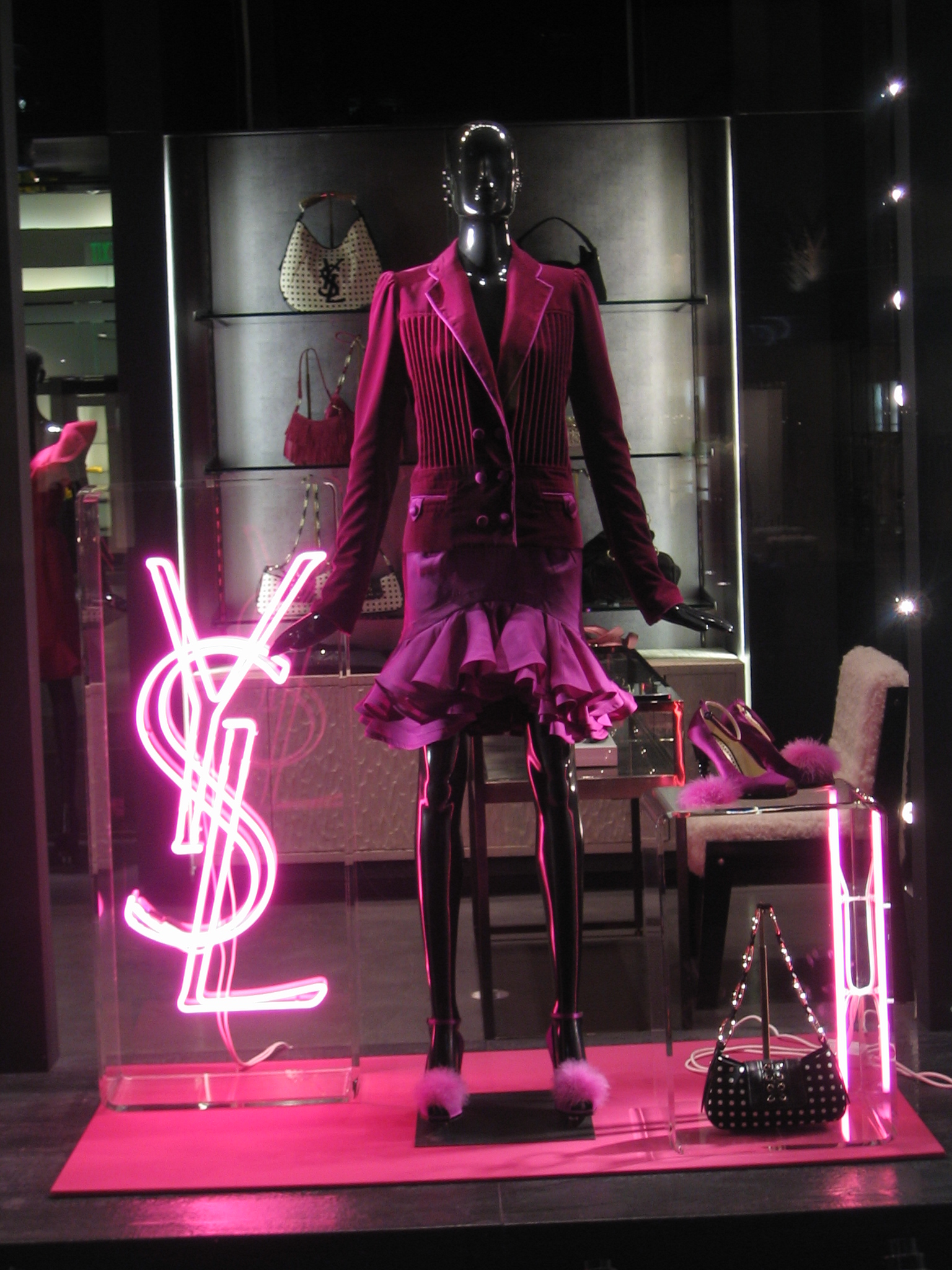
ビバリーヒルズにあるイヴ・サンローランのブティック

2000年代では、2つの傾向が並行して見られる――一方では、衣服としての側面はブランドほどには重要ではなくなりつつある。ブランドは消費者の購買力や、また自分がそうありたいと思う生活のイメージや哲学の表現となっている。グローバリゼーションと競争は、ファッションと贅沢品の産業グループの融合や度を越したマーケティングをもたらした。利潤と投資利益率の要求は毎年のコレクション（新作）の数を増大させ、新商品の回転を加速し、ファッションを極めて僅かな時間で作り出し廃れさせている。他方で、過度の消費の烙印としてファッションを拒絶する動きも、ナオミ・クラインの2000年の著作で提示された「No Logo」現象として観察される。押し付けられたものや消費者的な見せかけに対する抵抗の意志が特にこれ見よがしのブランドロゴを身に着けることの拒絶として現れたのである。
現代のファッションは、一種の付和雷同的な態度と既存のカテゴリへのあらゆる帰属の拒否との両方を同時に表現しようとしている。若者は1つの階層であるというよりも、すぐに過ぎ去ってしまう年齢層なのである。メディア上のセレブたちは非現実的で不安定な世界に生きているかのようだ。ファッションモデルたちにしても事情は同じである。
2000年代はファッションと現代美術の接近も進んでいる。ファッションは芸術家たちによって作り上げられた審美的な準拠や主題系を借用し、またメセナ活動や、新店や新製品の売り出しの際に作品を発注することなどを通じて（特にベルナール・アルノーやフランソワ・ピノーのように）芸術家の創作の資金源としてますます重要な役割を担うようになってきている。
1960年代以降、フランスのファッション産業は次第にロンドン・ニューヨーク・ミラノ等との競争に晒されるようになったが、それでも依然として多くの外国のデザイナーたちがフランスでキャリアを積もうと模索している――ドイツのカール・ラガーフェルドがシャネルで、イギリスのジョン・ガリアーノがディオールで、スウェーデンのパウロ・メリム・アンダーソンがクロエで、イタリアのステファノ・ピラティがイヴ・サン＝ローランで、アメリカのマーク・ジェイコブスがルイ・ヴィトンで、日本の高田賢三とイギリスのアレキサンダー・マックイーンがジバンシィでそのキャリアを築いた。

## 法的地位
フランスでは「オートクチュール」は法的に保護された名称であり、一定の品質基準を保証している。
フランスの服飾は1973年に設立された業界団体「フランス・クチュール連盟」により管理されており、この連盟はさらに「男性ファッションの雇主組合」「プレタポルテのデザイナーとファッションクリエイター雇主組合」「オートクチュールの雇主組合」（1868年創設）の3つの組織（サンディカ）から構成されている。またこの連盟は「パリ・クチュールの雇主連盟学校」（1999年創設）というファッション学校も運営している。

## ファッションウィーク
パリ・ファッションウィーク（仏: semaine de la mode à Paris、日本語ではパリ・コレクションとも）が年に2度、ロンドン・ファッションウィークの後、ミラノ・ファッションウィークの前に開催される。日時はフランス・クチュール連盟が決定する。2009年現在、ルーヴル美術館のカルーゼル広場で実施されている。

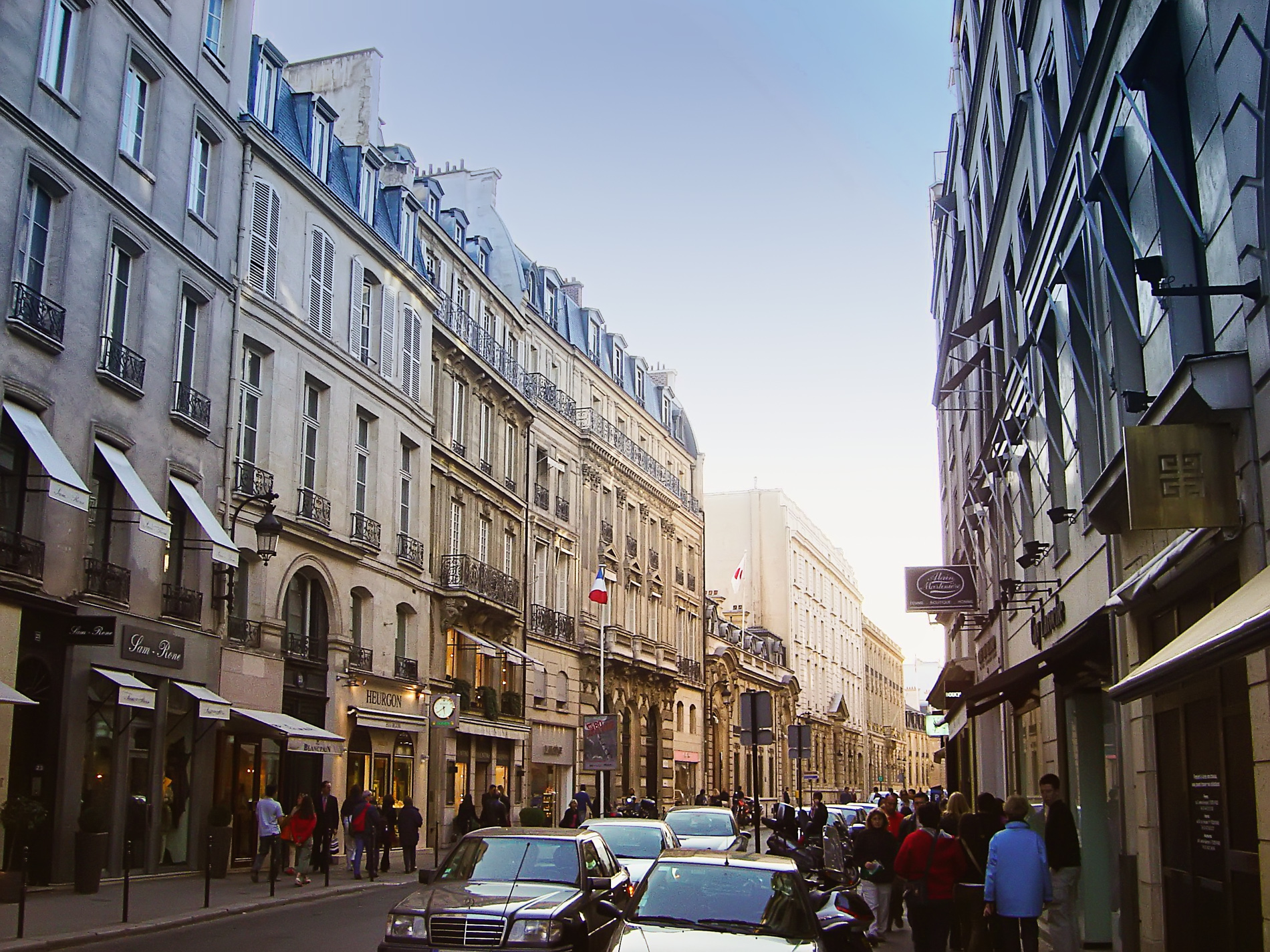
フォーブール・サン＝トノレ街

## パリ
17世紀から伝統的に、メゾンの本部はフォーブール・サン＝トノレ街周辺の地域に置かれてきた。1980年代以降は、モンテーニュ通りが装身具だけでなくハイファッションでもフォーブール・サン＝トノレ街にある程度取って代わりつつある。伝統的にユダヤ人地区であったル・マレのような他の区域にも服飾産業が発達している。

## 書誌
- Histoire de la mode au XXe siècle, Yvonne Deslandres et Florence Müller
- Art et Mode au XXe siècle, Florence Müller, (Éditions Assouline)
- Histoire du costume, François Boucher, (Flammarion), Paris, 1965
- Baskets , une histoire de la chaussure de ville/de sport Florence Müller, (Regard)
- La mode contemporaine, Florence Müller, (Éditions Steidl)
- Encyclopédie du costume, (éditions Albert Morancé)
- Le Costume image de l'homme, Yvonne Deslandres, (Albin Michel), Paris, 1976
- Le Costume, Jacques Ruppert, (Flammarion)